# Road to Hell (filme)
Road to Hell (bra: Estrada para o Inferno) é um filme estadunidense independente de ação e fantasia, produzido em 2008 e lançado comercialmente em 2012. Dirigido por Albert Pyun, foi estrelado por Michael Paré, Deborah Van Valkenburgh, Clare Kramer, Courtney Peldon, Roxy Gunn, e é a sequência não-oficial de Streets of Fire; assim como seu antecessor, tornou-se um cult movie.

## Sinopse
Um soldado, (Michael Paré) que lutou uma longa guerra, está enlouquecendo porque não acredita mais em qualquer propósito ou direito em matar. Em sua volta para casa, atravessa um mundo surreal em busca do primeiro e único amor de sua juventude, pois acredita que ela possa salvá-lo de seus demônios interiores. Porém, em seu caminho para Edge City, encontra duas sedutoras assassinas (Clare Kramer, Courtney Peldon) que se opõem aos seus esforços de encontrar seu amor e a redenção que desesperadamente almeja.

## Elenco
- Michael Paré como Cody
- Deborah Van Valkenburgh como irmã
- Clare Kramer como Caitlin
- Courtney Peldon como Ashley
- Roxy Gunn como Ellen Dream

## Produção
O filme foi feito em 2008, e teve uma estreia durante o Austin Fantastic Fest. Porém, um problema com as câmeras digitais atrasaram o lançamento. O filme teve seu lançamento oficial em 2011 no Hard Rock Café, de Las Vegas e o lançamento comercial se deu em 2012.

## Prêmios e indicações

### Prêmios
Pollygrind Film Festival
- melhor filme de fantasia: 2012
- melhor ator: Michael Pare - 2012
- melhor atriz: Clare Kramer - 2012
- melhor nova atriz: Roxy Gunn - 2012
- melhor atriz coadjuvante em fime de fantasia: Débora Van Valkenburgh - 2012
- melhor roteirista: Cynthia Curnan - 2012
- melhores efeitos visuais: 2012
- melhor canção: 2012
- melhor trilha sonora: 2012

 Yellow Fever Independent Film Festival
- melhor filme: 2012